# Покровка (Шатковский район)
Покровка — посёлок в Шатковском районе Нижегородской области России. Входит в состав городского поселения рабочий посёлок Шатки.

## География
Посёлок находится в юго-восточной части Нижегородской области, в зоне хвойно-широколиственных лесов, к северу от автодороги 22К-0067, на расстоянии приблизительно 0,5 километра (по прямой) к юго-западу от рабочего посёлка Шатки, административного центра района.
Климат
Климат характеризуется как умеренно континентальный, с коротким умеренно тёплым летом и холодной продолжительной зимой. Среднегодовая температура — 3,6 °C. Средняя температура воздуха самого тёплого месяца (июля) — 18,8 °C; самого холодного (января) — −12,4 °C (абсолютный минимум — −44 °C). Среднегодовое количество атмосферных осадков составляет 430 мм, из которых 281 мм выпадает в период с апреля по октябрь. Устойчивый снежный покров устанавливается в третьей декаде ноября и держится около 154 дней.
Часовой пояс
Посёлок Покровка, как и вся Нижегородская область, находится в часовой зоне МСК (московское время). Смещение применяемого времени относительно UTC составляет +3:00.

## Население
| 2002 | 2010 | 2011 | 2012 | 2013 | 2014 | 2016 |
| ---- | ---- | ---- | ---- | ---- | ---- | ---- |
| 137  | ↗173 | ↘172 | →172 | ↘167 | ↘162 | ↗166 |
| 2017 | 2018 | 2019 | 2020 | 2021 |      |      |
| ↘156 | ↗157 | ↗159 | ↘151 | ↘136 |      |      |

Национальный состав
Согласно результатам переписи 2002 года, в национальной структуре населения русские составляли 85 %.